# 中島保
中島 保(なかじま たもつ、1974年4月12日 - ）は、日本のピン芸人でフードファイター。
松竹芸能タレントスクール東京校10期生。身長168cm、体重70kg。

## 略歴
東京都東大和市出身。東京都立秋留台高等学校普通科、明海大学不動産学部第二部不動産学科卒業。同じくお笑い芸人であるはんにゃの川島章良は同大学同学部の後輩に当たる。
高倉健に憧れて俳優を目指し、素人出演番組などに出演しチャンスを窺う傍ら、サンミュージックプロダクションのオーディションを受けるが、オーディションを担当したサンミュージックプロダクションの相澤秀禎会長(肩書きは当時)に「君はお笑いだよね」と諭され、2006年4月に松竹芸能タレントスクール東京校に入校。
2012年12月、松竹芸能より解雇される。
2020年10月20日、二郎系インスパイアのラーメン「夢を語れ」の埼玉県進出店「夢を語れ埼玉」を埼玉県越谷市大里に開店し、オーナーとなる。
2023年4月26日、客に対し"あってはならない対応"を取ったとし、同日の営業終了をもって「夢を語れ」の屋号が外される。なお、これは同年10月20日まで「夢を語れ」の屋号で営業可能だったものの、除名されたからである。

## 芸風
主に一人コント。人間離れした顔面と三頭身キャラからの出オチ、そして序盤からオヤジギャグなどを多用する。

## 出演

### テレビ
- ラジかるッ（日本テレビ） - 「まんぷくランチ」のコーナーに友人である松本剛との二人一組でジャイアント白田に挑むも引き分け。
- ガチンコ!（TBSテレビ）- 「日本一モテない男」として小梅太夫 らと出演。加護ヲタとして「加護ちゃん」と呼ばれていた。
- あらびき団（TBSテレビ）- 第59回（2009年1月21日）ガリガリ君のショートコントを披露。
- 虎の門（テレビ朝日）- 「こんな日焼けはないだろ選手権」にオードリーの春日俊彰や髭男爵らと出演。
- ミニスカポリス（テレビ東京） - 「ミニスカポリス the movie」の主演男優オーディションに出演。進行を務めた浅草キッドの水道橋博士から指名を受け、ミニスカポリス6代目リーダーの望月さやと映画『ゴースト』でのデミ・ムーアとパトリック・スウェイジがろくろを回す名シーンを演じるも、当然のように望月さやには嫌がられた。
- debuya（テレビ東京）- デブに優しい発明品を紹介する「デブソンを探せ」のコーナーに出演。
- 元祖!大食い王決定戦（テレビ東京）
- アリケン（テレビ東京）
- Oxala!(スペースシャワーTV) - 預かり芸人スペシャル
- チャンネル北野eX(フジテレビ721) - 氷点下ライブ2008年夏

### ライブ
- 松竹芸能3days LIVE サンパチ魂 - たもみのとして出演。
- SHINJUKU FANKASTIC LIVE  - たもみのとして出演。
- 松竹超若手 元気バツグン！ライブ
- 松竹若手下克上ライブ！関東ゲラゲラBIG - 罰ゲーム執行人としてたびたび出演
- 東京ザザザザザーン - 罰ゲーム執行人として出演
- オジンオズボーン単独ライブ『ドクタンイブラ』2007年9月23日 - ドラえもん役で出演。
- オジンオズボーン単独ライブ『ヨロコビジャッカー』2008年7月25日 - ピーチ姫役で出演。
- ヒカリゴケ単独ライブ『親父の背中は2つある』2008年6月17日 - 刑事役で出演。
- お笑い無料ライブ・笑って行こうぜ新宿
- お笑いピンダイナマイト～ピンネタライブ
- ラン8☆お笑いプロレス - 藤原組長こと藤原喜明をもじった藤原組員として出場。

### 賞歴
- M-1グランプリ 2006 2回戦敗退[2]。 - たもみのとして出場。
- M-1グランプリ 2007 初戦敗退[3]。 - 養成所の同期生で、同事務所のRICAちゃんと「アゴなし運送」として出場。
- R-1ぐらんぷり 2007～2011 5年連続初戦敗退。

R-1グランプリ東京1回戦にフリーで出場、合格した。

## 大食い
- 第3回村山かてうどん大食い粋麺選手権 2008年10月26日 - かてうどんを15分間で2,360g食べ、第5位[5]。
- 第8回水戸納豆早食い世界大会 2008年3月15日 - 第6位。優勝は石戸康明。
- 第23回全日本わんこそば選手権  2008年11月09日 - わんこそばを15分間で252杯食べ、第2位[6]。優勝は菅原初代で、記録は383杯。
- 第24回全日本わんこそば選手権  2009年11月8日 - わんこそばを15分間で224杯食べ、第6位。優勝は菅原初代で、記録は399杯。
- 古河よかんべまつり 鮒甘露煮 早食い大会 2008年11月1日 - 鮒甘露煮1パック120gを10分間で11パック食べ、第2位。
- 第9回水戸納豆早食い世界大会 2009年3月14日 - 第7位。優勝は青木健志。
- 第10回水戸納豆早食い世界大会 2010年3月6日 - 第5位。優勝は中村正樹。